# Нургрен, Понтус
Карл Понтус Норген — соло-гитарист шведской пауэр-метал группы HammerFall, бывший гитарист группы The Poodles.

## Биография
Норген заменил бывшего гитариста HammerFall Стефана Элмгрена, который решил сосредоточиться на своей карьере в качестве пилота. Норген связался с Йоакимом Кансом, вокалистом HammerFall, который спросил его, не знает ли он какого-нибудь хорошего гитариста. Будучи поклонником HammerFall и желая играть более тяжелый стиль музыки, чем у The Poodles, Понтус предложил сам себя. HammerFall утверждают, что они довольны Понтусом как гитаристом и участником группы.
Понтус Норген ранее играл с многими группами, в том числе Great King Rat, Talisman, Humanimal, The Ring, и Zan Clan.
Он также занимал должность звукорежиссёра для группы Thin Lizzy в течение турне группы в 2000 году. Аналогично выступающим Europe и Ингви Мальмстину.

## С HammerFall
- 2009 — No Sacrifice, No Victory
- 2011 — Infected

## С Impulsia
- 2009 — Expressions